# خاصية حرجة للجودة

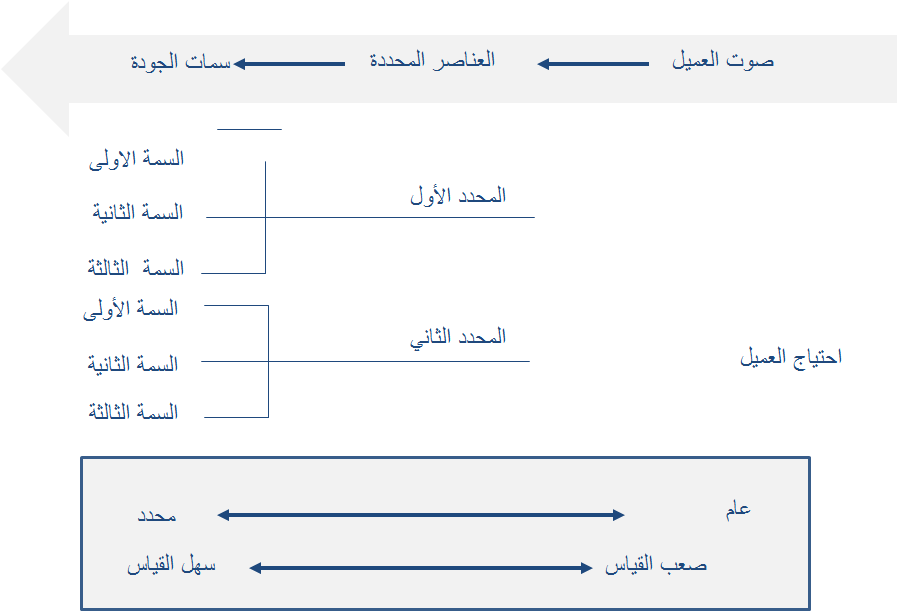
شجرة سمات الجودة

خصائص حرجة للجودة (بالإنجليزية: Critical To Quality)‏ واختصاراً CTQ هي عبارة عن مواصفات الجودة الأكثر أهمية للعميل، ويترجمها الكثيرون ب «سمات الجودة». وكثيراً ما يستخدم هذا المصطلح في مشاريع ومنهجية ستة سيجما. وهي خاصية لعملية أو مكون ما لها تأثير مباشر على ما إذا كون العملية الشاملة أو المنتج مقبولا من قبل العملاء على كونه ذو جودة مقبولة. أن تحديد خصائص محددة قابلة للقياس وحاسمة للجودة (CTQ) هو أمر ضروري لأي تحسين عملية قابل للقياس وذو معنى.
تحديد الخصائص الحرجة للجودة هي وسيلة مستخدمة كجزء من منهجيات ستة سيغما.
والحقيقة هي عبارة عن صوت العميل أو اهتمامات العميل أو المواصفات التي تهم العميل بشكل كبير. لذا تسمى بالحرجة أو الحاسمة أي التي لا يقبل العميل التنازل عنها. وحيث أن العميل يقدم رغباته بتعبيرات عامة، يلزم على المنتجين أو مقدمي الخدمة ترجمة هذه العموميات إلى سمات فنية للجودة ومعايير تقنية يمكن تطبيقها على خط الإنتاج.
فمثلا: قد يرغب العميل بالحصول على مقعد وثير أو مريح في سيارته. لكن ما دلالة ذلك؟
هنا يجب على المنتج أو المصنع تحويل هذه الكلمة إلى مواصفات كتكييف المقعد مثلا، أو ان يكون متحركا في أربعة اتجاهات أو خمسة، ووو... الخ.
تتم عملية التحويل هذه باستخدام ما يسمى «شجرة سمات الجودة» وهي عبارة عن توضيح بياني لهذه العملية. وتتكون من ثلاث خطوات
1. التعرف على صوت العميل (رغبة العميل)
2. تحديد العوامل التي تؤثر فيه.
3. تحويل العوامل المؤثرة إلى مواصفات فنية أو «سمات الجودة»

## تسميات
- سمات الجودة
- خصائص حرجة للجودة
- شجرة ضرورات الجودة
- عوامل حرجة للجودة
- عوامل مؤثرة على الجودة
- عوامل حاسمة للجودة
- عناصر حرجة للجودة